# Hochspeyerbach
Der Hochspeyerbach ist ein 19,6 km langer Bach im Pfälzerwald in Rheinland-Pfalz und ein linker Nebenfluss des Speyerbachs. Er fließt in den Landkreisen Kaiserslautern und Bad Dürkheim.

## Name
Der mittelalterliche Name Hospira des Hochspeyerbachs ist bereits im 10. Jahrhundert nachgewiesen; er leitete sich möglicherweise vom Speyerbach (Spira, Spiraha) ab.
Eine andere Theorie besagt: „Das Wort Spiraha wäre, nach dieser Theorie, gebildet aus ahd. spiwan = speien (auch als spiran zwar nicht belegt, aber aus mhd. spiren zu erschließen) und dem uralten Namenssuffix -aha = (fließendes) Wasser, urverwandt mit lat. aqua = Wasser. Spiraha hieße also heraussprudelndes, herausgespieenes Wasser, wobei also die Quelle dem Flüsschen den Namen gegeben hätte.“

## Geographie

### Verlauf
Zu Beginn des 20. Jahrhunderts erklärte der Pfälzerwald-Verein (PWV) die Quelle des Springentalbachs, die auf einer Höhe von 267 m ü. NHN im Schwimmbad der Ortsgemeinde Hochspeyer liegt, zum Hochspeyerbach-Ursprung und  markierte die Stelle mit dem Ritterstein 272. Im Unterschied dazu hat die Wasserwirtschaftsverwaltung Rheinland-Pfalz (WW) mittlerweile eine Quelle 400 m nordöstlich, die auf einer Höhe von 265 m ü. NHN ebenfalls in Hochspeyer liegt, als offiziellen Ursprung festgelegt und den am Vereinigungspunkt etwas längeren Springentalbach als rechten Zufluss eingestuft.
Innerhalb der Ortsgemeinde wird der Hochspeyerbach in östlicher Richtung zunächst teilweise durch ein unterirdisches Rohrsystem geführt. Nach etwa 600 m tritt er ins Freie und fließt ostwärts durch Hochspeyer parallel zur Bahnstrecke Mannheim–Saarbrücken. Nach Unterquerung von deren Verbindungsschleifen zur Alsenztalbahn nimmt er von links den Fischbach auf.

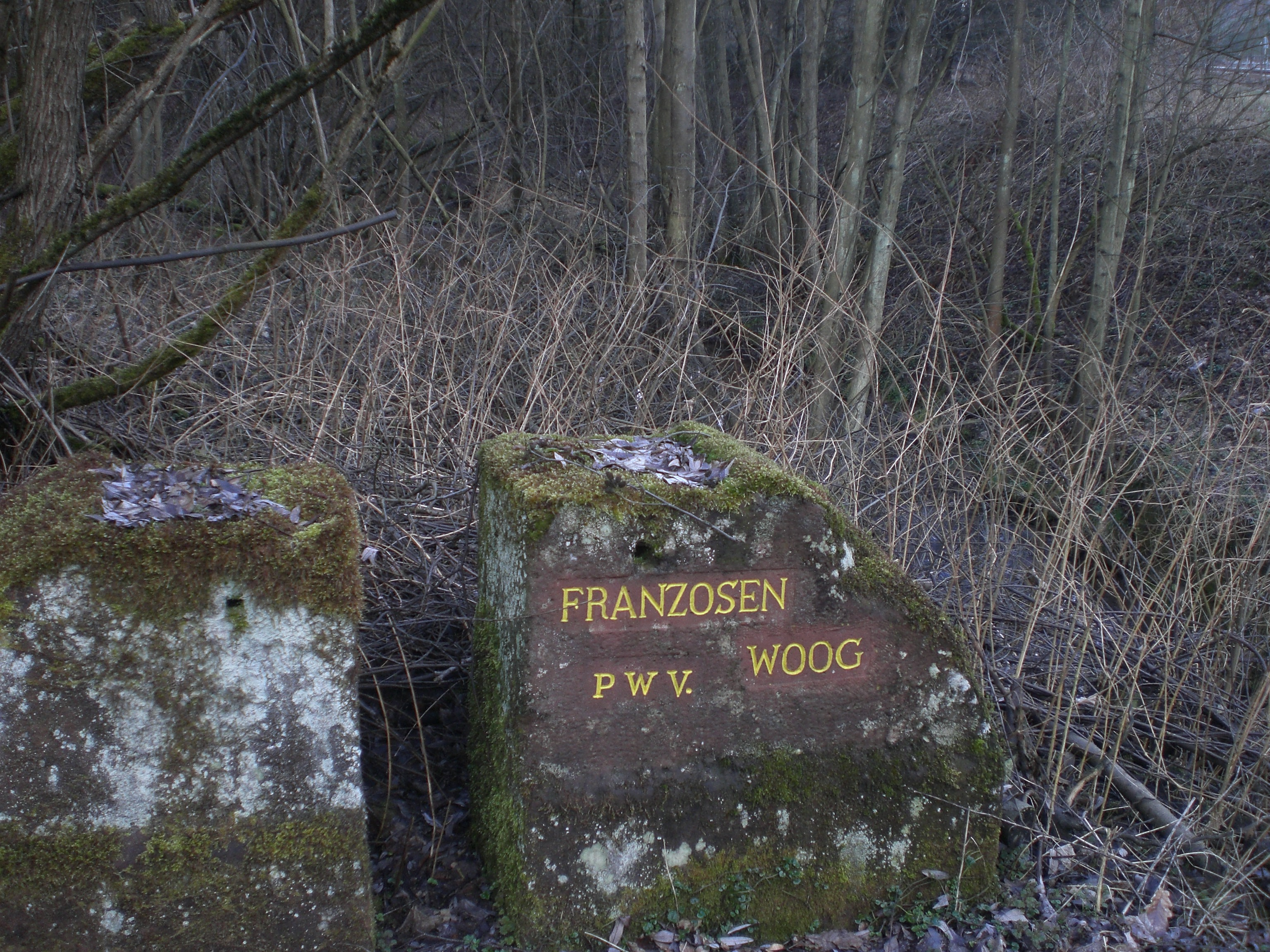
Ritterstein 163 Franzosenwoog

Wenige Kilometer weiter durchfließt er den ehemaligen Stausee Franzosenwoog. Am Ortseingang von Frankenstein mündet von links aus dem Diemersteiner Tal der Glasbach. Im Ortsgebiet von Frankenstein, nachdem er den Schlossberg nördlich umflossen hat, ändert der Bach seine Laufrichtung und fließt in südöstlicher Richtung weiter, parallel zur im Dorf beginnenden B 39. 1 km unterhalb von Frankenstein; dabei flankiert er einen Gebirgszug, der aus dem Engelskopf, den Großen Pfaffenkopf und dem Drachenfels besteht. Danach passiert der den sich östlich erstreckenden Mainzer Berg.
Schließlich unterquert der Hochspeyerbach die Landesstraße 499 und mündet direkt dahinter auf der Gemeindegrenze zwischen Frankeneck und Lambrecht von links in den ab dort mittleren Speyerbach.
Der knapp 20 km lange Lauf des Hochspeyerbachs endet ungefähr 96 Höhenmeter unterhalb seiner Quelle, er hat somit ein mittleres Sohlgefälle von etwa 4,9 ‰.

### Einzugsgebiet
Das 119,295 km² große Einzugsgebiet des Hochspeyerbachs erstreckt sich vom Rande des Kaiserslauterer Beckens bis zum Mittleren Pfälzerwald und wird durch ihn über den Speyerbach und den Rhein zur Nordsee entwässert.
Es grenzt
- im Nordosten und Osten an das Einzugsgebiet  der Isenach, die in den Rhein mündet;
- im Südosten an das des Mußbachs, der über den Rehbach in den Rhein entwässert und an das des Luhrbachs, der in den Speyerbach mündet;
- im Süden an das des Esthalbachs und an das des Breitenbachs, die beide ebenfalls in den Speyerbach münden, sowie an das des Speyerbachs und an die Einzugsgebiete von dessen kleineren Zuflüssen;
- im Südwesten an das des  Aschbachs, der über die Moosalbe, den Schwarzbach, die Blies, die Saar und die Mosel in den Rhein entwässert;
- im Westen an das des Eselsbachs, der über die Lauter, den Glan und die Nahe in den Rhein entwässert;
- im Nordwesten an das der Alsenz, die in die Nahe mündet und
- im Norden an das des Eisbachs, der in den Rhein mündet.

Das Einzugsgebiet hat folgende Landnutzung:
| Nutzung  | in km² | in %  |
| -------- | ------ | ----- |
| Wald     | 109,24 | 91,65 |
| Grünland | 001,76 | 01,48 |
| Acker    | 002,88 | 02,42 |
| Siedlung | 004,41 | 03,70 |
| Gewässer | 000,01 | 00,01 |

Die höchste Erhebung ist der Drachenfels mit einer Höhe von 570,8 m ü. NHN im Nordosten des Einzugsgebiets.

### Zuflüsse
Die Zuflüsse sind von der Quelle zur Mündung aufgelistet mit orographischer Mündungsseite, Länge und Einzugsgebiet.
- Springentalbach (rechts), 0,6 km und 3,46 km²
- Münchhoferbach (rechts), 0,6 km und 3,15 km²
- Fischbach (links), 3,1 km und 9,79 km²
- Glasbach (links), 3,7 km und 13,64 km²
- Erlenbach (links), 2,8 km und 7,87 km²
- Leinbach (rechts), 14,3 km und 37,34 km²
- Langentalbach (rechts), 1,4 km und 3,48 km²
- Weisenbach (rechts), 1,6 km und 2,8 km²
- Rußmühlenbach (rechts), 0,8 km und 0,87 km²
- Retschbach (links), 1,0 km und 2,13 km²

## Begradigungen und Kanalisierungen
Der Hochspeyerbach hat nirgendwo mehr ein natürliches Gewässerbett. Gleich nach der Quelle läuft er in einem Rohr, anschließend im Ortsbereich von Hochspeyer in einem Kanal. Auch in den anderen Orten ist er teils kanalisiert, teils verrohrt. Ab dem Zufluss des Fischbachs wurde er sehr früh für die Trift von Holz begradigt, und die Ufer wurden befestigt. Dazu benutzte man in früheren Zeiten Holzflechtwerk, ab der Mitte des 19. Jahrhunderts dann Stein. Auch der Bachboden wurde mit Steinen gepflastert. Diese ohne Mörtel ausgeführten Befestigungen sind an vielen Stellen auch heute noch intakt.

## Verkehr
Die aus der Pfälzischen Ludwigsbahn hervorgegangene Bahnstrecke Mannheim–Saarbrücken folgt den Hochspeyerbach auf seinem gesamten Lauf; dabei kürzt sie mehrere Schleifen mittels Tunnels ab.